# 清爽信州号
清爽信州号（さわやかしんしゅうごう）是一种日本登山巴士的名称。主要为东京和大阪地区登山爱好者攀登飞驒山脉服务。信州是长野县的意思，飞驒山脉在长野县西北部。乘坐清爽信州号需要事先预约，同时由于冬季积雪无法通行，清爽信州号只有在每年4月底到11月初运营。清爽信州号车体被涂装成白底加灰绿红黄相间表示清爽和环保的含义。

## 线路
上高地方向（东京・横滨始发）
（横滨站东口） - 新宿站东口 - 新岛岛站 - （德本峠入口） - 泽渡上 - （中之汤） - （上高地大正池） - （上高地帝国宾馆前） - 上高地
乘鞍高原方向（东京・横滨始发）
（横滨站东口） - 新宿站东口 - 新岛岛站 - 泽渡上 - 乘鞍高原观光中心前 - 乘鞍高原滑雪场前
※上高地方向和乗鞍高原方向都必须在泽渡上换乘松本电铁巴士的低公害巴士。
白马・扇泽方向（东京始发）
新宿站东口 - 穂高（穂高神社） - 信浓大町站 - 扇泽站 - 白马五龙 - 白马みそら野 - 白马站 - 八方尾根 - 栂池高原
立山・室堂方向（东京始发）
新宿站东口 - 有峰口站 - 立山站 - 室堂
上高地方向（大阪・京都始发）
（大阪梅田） - JR京都站 - 泽渡上 - （中之汤） - （上高地大正池） - 上高地
白马・扇泽方向（大阪・京都始发）
（大阪梅田） - JR京都站 - （穂高神社） - 信浓大町站 - 扇泽 - 白马五龙 - 白马みそら野 - 白马駅 - 八方尾根 - 栂池高原
立山・室堂方向（大阪・京都始发）
（大阪梅田） - JR京都站 - 有峰口站 - （立山站） - 弥陀原 - 室堂
※2007年关西始发改成JR新大阪站。